# 阿比留雄
阿比留 雄（あびる たけし、1929年7月3日 - ）は、日本の経営者。日本原子力発電社長を務めた。東京都出身。

## 経歴
1954年に東京大学法学部私法学科を卒業し、同年に東京電力に入社。1985年6月に取締役に就任し、1989年6月に常務を経て、1993年6月に副社長に就任し、1995年6月には日本原子力発電社長に就任。1999年6月に会長に就任。
1997年4月に藍綬褒章を受章し、2002年4月に勲二等瑞宝章を受章。